# Lakeview (Nova York)
Lakeview és una concentració de població designada pel cens dels Estats Units a l'estat de Nova York. Segons el cens del 2000 tenia 5.607 habitants.

## Demografia
Segons el cens del 2000, Lakeview tenia 5.607 habitants, 1.525 habitatges, i 1.287 famílies. La densitat de població era de 2.255,1 habitants per km².
Dels 1.525 habitatges en un 37,8% hi vivien nens de menys de 18 anys, en un 51,6% hi vivien parelles casades, en un 26,5% dones solteres, i en un 15,6% no eren unitats familiars. En l'11,3% dels habitatges hi vivien persones soles el 5,5% de les quals corresponia a persones de 65 anys o més que vivien soles. El nombre mitjà de persones vivint en cada habitatge era de 3,59 i el nombre mitjà de persones que vivien en cada família era de 3,81.
Per edats la població es repartia de la següent manera: un 28,3% tenia menys de 18 anys, un 8,1% entre 18 i 24, un 27,5% entre 25 i 44, un 22,6% de 45 a 60 i un 13,5% 65 anys o més.
L'edat mediana era de 36 anys. Per cada 100 dones de 18 o més anys hi havia 75,6 homes.
La renda mediana per habitatge era de 68.438 $ i la renda mediana per família de 68.946 $. Els homes tenien una renda mediana de 43.854 $ mentre que les dones 36.230 $. La renda per capita de la població era de 22.137 $. Entorn del 4,9% de les famílies i el 6,3% de la població estaven per davall del llindar de pobresa.